# Список заслуженных мастеров спорта СССР (плавание)
Заслуженный мастер спорта СССР — почётное пожизненное спортивное звание в СССР.
| 1934 год |                              |            |                         |           |                  |                                                   |
| 1        | Шумин Александр Михайлович   | 05.06.1934 |                         | Ленинград | профсоюзы        | 16                                                |
| 1937 год |                              |            |                         |           |                  |                                                   |
| 1        | Алёшина Клавдия Ивановна     | 08.03.1936 |                         | Ленинград | «Динамо»         | 57                                                |
| 1939 год |                              |            |                         |           |                  |                                                   |
| 1        | Бойченко Семён Петрович      | ??.07.1939 |                         | Москва    | ЦДКА             | (снято в … году, восстановлено в марте 1946 года) |
| 2        | Китаев Владимир Федорович    | ??.07.1939 | 25.06.1909 — ??.??.1986 | Ленинград | «Динамо»         |                                                   |
| 3        | Поджукевич Василий Петрович  | ??.07.1939 | 27.02.1908 — 20.06.1984 | Ленинград | «Динамо»         | (снято в … году, восстановлено в 1947 году)       |
| 1940 год |                              |            |                         |           |                  |                                                   |
| 1        | Мешков Леонид Карпович       | ??.07.1940 |                         | Ленинград | завод им. Кирова |                                                   |
| 1943 год |                              |            |                         |           |                  |                                                   |
| 1        | Бутович Николай Андреевич    | 17.07.1943 | ??.??.1900 — ??.??.???? |           |                  |                                                   |
| 1946 год |                              |            |                         |           |                  |                                                   |
| 1        | Кислухин Владимир Алексеевич | ??.??.1946 |                         | Москва    | ГЦОЛИФК          |                                                   |
| 2        | Ушаков Виталий Владимирович  | ??.??.1946 |                         | Москва    | «Торпедо»        |                                                   |
| 3        | Чернов Георгий Петрович      | ??.??.1946 | ??.??.1906 — ??.??.1966 | Москва    |                  |                                                   |
| 1947 год |                              |            |                         |           |                  |                                                   |
| 1        | Кузнецов Владимир Андреевич  | ??.??.1947 | ??.??.???? — ??.??.1984 | Москва    | ЦДКА             |                                                   |
| 2        | Малин Николай Иванович       | ??.??.1947 |                         | Москва    | «Динамо»         |                                                   |
| 1948 год |                              |            |                         |           |                  |                                                   |
| 1        | Гурьев Николай Иванович      | ??.03.1948 | ??.??.???? — ??.??.???? | Минск     | «Большевик»      |                                                   |
| 2        | Соболева Лидия Ефимовна      | 05.08.1948 | ??.??.1921 — ??.??.1991 | Москва    | «Динамо»         |                                                   |
| 3        | Крюков Николай Максимович    | 05.08.1948 | ??.??.1926 — ??.??.1994 | Москва    | «Динамо»         |                                                   |
| 1949 год |                              |            |                         |           |                  |                                                   |
| 1        | Второва Евгения Сергеевна    | ??.09.1949 | 14.11.1911 — 25.09.2005 | Москва    | «Пищевик»        |                                                   |
| 2        | Второва Людмила Сергеевна    | ??.09.1949 | 14.05.1915 — ??.??.1987 | Полярный  | «Водник»         |                                                   |
| 3        | Козырев Александр Михайлович | ??.09.1949 | ??.??.???? — ??.??.???? | Баку      | «Водник»         |                                                   |
| 4        | Файзуллин Искандер Газизович | ??.09.1949 | 27.03.1911 — 28.07.1986 | Москва    | «Водник»         |                                                   |
| 1950 год |                              |            |                         |           |                  |                                                   |
| 1        | Гладилин Виктор Иванович     | ??.02.1950 | ??.??.1913 — ??.??.???? | Москва    | «Водник»         |                                                   |
| 1951 год |                              |            |                         |           |                  |                                                   |
| 1        | Полыгалова Тамара Николаевна | ??.03.1951 | 18.11.1918 — 10.01.2011 | Ленинград | «Труд»           | 767                                               |
| 2        | Либель Игорь Евгеньевич      | ??.09.1951 | ??.??.1914 — ??.??.???? | Ленинград |                  |                                                   |
| 1952 год |                              |            |                         |           |                  |                                                   |
| 1        | Либель Артемий Евгеньевич    | ??.??.1952 | ??.??.1919 — ??.??.1971 | Ленинград |                  |                                                   |
| 1958 год |                              |            |                         |           |                  |                                                   |
| 1        | Минашкин Владимир Иванович   | ??.04.1958 |                         | Ленинград |                  |                                                   |
| 1963 год |                              |            |                         |           |                  |                                                   |
| 1        | Андросов Геннадий Иванович   | ??.03.1963 |                         |           |                  |                                                   |
| 2        | Барбиер Леонид Файфелевич    | ??.03.1963 |                         |           |                  |                                                   |
| 3        | Колесников Леонид Николаевич | ??.03.1963 |                         |           |                  |                                                   |
| 4        | Кузьмин Валентин Викторович  | ??.03.1963 |                         |           |                  |                                                   |
| 5        | Прокопенко Георгий Яковлевич | ??.03.1963 |                         |           |                  |                                                   |

## 1964
- Бабанина, Светлана Викторовна
- Прозуменщикова, Галина Николаевна

## 1970
- Панкин, Николай Иванович

## 1972

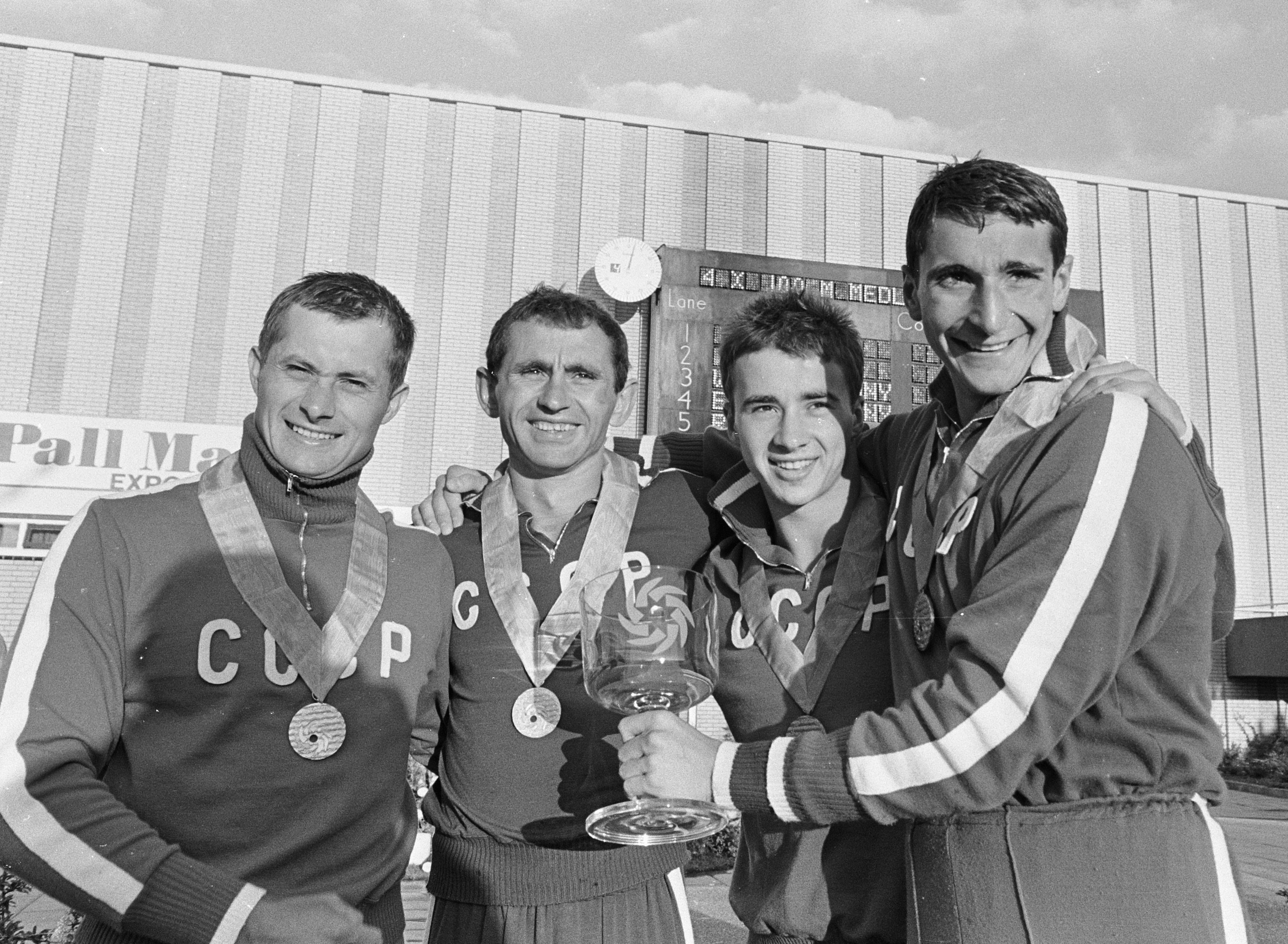
Леонид Ильичёв, Виктор Мазанов, Кузьмин, Валентин Викторович, Георгий Прокопенко

- Буре, Владимир Валерьевич

## 1974
- Самсонов, Александр Васильевич

## 1976
- Кошевая, Марина Владимировна
- Крылов, Андрей Иванович
- Раскатов, Владимир Сергеевич
- Русанова, Любовь Петровна
- Смирнов, Андрей Владиславович
- Юрченя, Марина Владленовна

## 1978

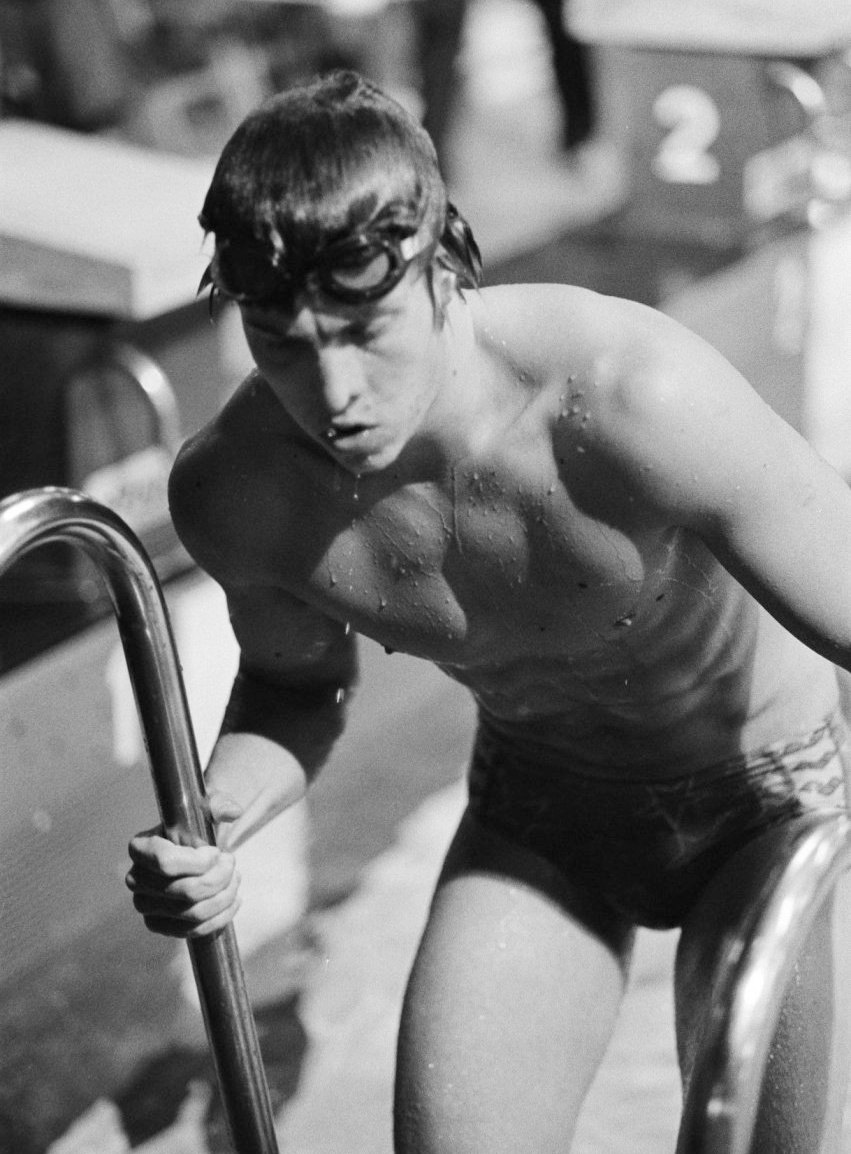
Владимир Сальников

- Шевкина (Богданова) Юлия Алексеевна
- Качюшите, Лина Бенедиктовна
- Копляков, Сергей Викторович
- Сальников, Владимир Валерьевич
- Фесенко, Сергей Леонидович
- Царёва, Лариса Николаевна

## 1979
- Русин, Сергей Александрович

## 1980
- Жулпа, Робертас Римантович
- Присекин, Юрий Иванович
- Сидоренко, Александр Александрович
- Стуколкин, Ивар Всеволодович

## 1981
- Марковский, Алексей Викторович

## 1982
- Варганова, Светлана Анатольевна

## 1984
- Белоконь, Лариса Юрьевна[23] (1964)
- Волков, Дмитрий Аркадьевич[23]
- Дендеберова, Елена Юрьевна
- Заболотнов, Сергей Валентинович
- Курникова, Татьяна Станиславовна (1965)
- Пригода, Александр Сергеевич (1964)
- Смирягин, Сергей Михайлович
- Шеметов, Владимир Ильич

## 1986
- Полянский, Игорь Николаевич

## 1988
- Пригода, Геннадий Сергеевич

## 1991
- Волкова, Елена Юрьевна
- Рудковская, Елена Григорьевна

## 1992
- Лепиков, Дмитрий Михайлович
- Мухин, Юрий Валерьевич
- Попов, Александр Владимирович
- Пышненко, Владимир Васильевич
- Садовый, Евгений Викторович
- Сельков, Владимир Владимирович
- Таянович, Вениамин Игоревич
- Хныкин, Павел Викторович

## Год присвоения неизвестен

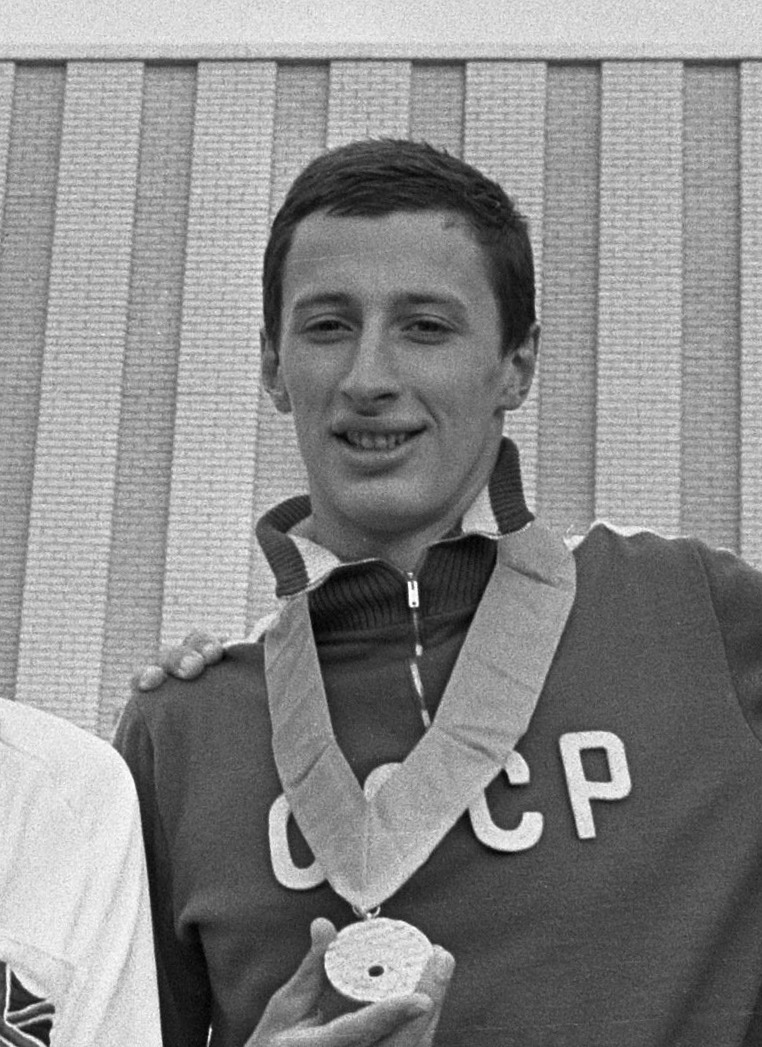
Семён Белиц-Гейман

- Косинский, Владимир Иванович
- Стружанов, Владимир Васильевич
- Белиц-Гейман, Семён Викторович
- Мазанов, Виктор Георгиевич